# Крейсера проекта 68-К
Крейсера проекта 68-К, по классификации НАТО — класс «Чапаев». Предназначены для действий в составе эскадры, вывода лёгких сил в атаку, поддержки корабельного дозора и разведки, а также охраны эскадры от лёгких сил противника.

## История

### Проектирование
Тактико-техническое задание (ТТЗ) на проектирование нового КРЛ разработано с учётом изменившейся военно-морской доктрины СССР, определяющей основные боевые задачи для КРЛ в условиях океанского военного театра. Значительное влияние на условия ТТЗ оказали специально созданные для КРЛ, новейшие по тому времени, артиллерийские установки главного и вспомогательного калибров. При стандартном водоизмещении — 8000—8300 тонн, определён состав вооружения: три трёхорудийные башенные установки типа МК-5, для 152-мм орудий главного калибра, типа Б-38; четыре двухорудийные башенные установки, типа Б-54, для 100-мм универсальных орудий вспомогательного калибра; шесть спаренных 37-мм зенитных установок типа 66-К. Толщины бортовой брони — 100 мм, палубы — 50 мм, определены с учётом обеспечения защиты корабля от попадания 152-мм снарядов на дистанции 50—120 кбт., в целях расширения района свободного маневрирования, в пределах дистанций, когда бронебойные снаряды противника ещё не пробивают броню корпуса. Скорость — 35 узлов. По сравнению с предшествующим проектом «26-бис»: усилена броневая защита, увеличены дальность плавания и автономность — в соответствии с условиями Северного и Тихоокеанского театров. Состав и компоновка энергетической установки определены аналогичными крейсерам предшествующего проекта «26-бис».
Разработку проекта начали в ленинградском ЦКБ-17 в 1938 году, а технический проект утвердили постановлением КО при СНК СССР от 13 июля 1939 года.
Разработка эскизного проекта (на основании ТТЗ), была официально начата в 1938 году, ЦКБ-17 (город Ленинград). Фактически, к предварительной разработке проекта нового типа КРЛ («океанский тип»), коллектив конструкторов во главе с А. И. Масловым, приступил ещё в период постройки КРЛ типа «Максим Горький» (пр. 26-бис). Осуществление эскизного проекта КРЛ океанского типа стало возможным благодаря применению артиллерийских установок главного калибра 152-мм, которые по сравнению с установками калибром 180-мм применяемыми в предшествующих проектах, имели меньшие массово-габаритные характеристики, что в сочетании с незначительным увеличением главных размерений корпуса, позволило: усилить броневую защиту, увеличить максимальный запас топлива и улучшить условия обитаемости. В целях повышения экономичности унифицированных паротурбинных двигателей их максимальная мощность была незначительно снижена — в ущерб максимальной скорости. В разработке технического проекта, под шифром «68», участвовали известные судостроители Н. Н. Исанин, А. С. Савичев, Н. А. Киселёв, Г. А. Гасанов и другие… В ходе проектирования, расчётное водоизмещение возросло с 8300 до 9500 тонн. В этой связи, руководство ВМС сочло вооружение в варианте ТТЗ, для крейсера таких размеров недостаточным и потребовало его усилить установкой четвёртой кормовой башни главного калибра. В соответствии с техническим проектом КРЛ, под шифром «68», утверждённым Постановлением КО при СНК СССР от 13 июля 1939 года, корабль, при стандартном водоизмещении — 10 620 тонн, нормальном — 13 330 тонн, должен был иметь: наибольшую длину — 199 метров, ширину — 18,7 метров, осадку при нормальном водоизмещении — 5,9 метров, метацентрическую высоту — 0,89 м.

## Конструкция

### Энергетическая установка
Корабельная котлотурбинная энергетическая установка, занимала восемь отсеков средней части корпуса, располагаясь двумя автономными эшелонами, включала: 6 главных водотрубных котла типа КВ-68; два главных турбозубчатых агрегата (ГТЗА) типа ТВ-7 общей мощностью 110 000 л. с.; вспомогательные механизмы, устройства, трубопроводы и системы.

### Бронирование
Система основного бронирования, по сравнению с предшествующим проектом «26-бис» (ЛКР типа «Максим Горький»), усилена в целях расширения района свободного маневрирования, в пределах дистанций, когда бронебойные снаряды противника ещё не пробивают броню корпуса: бортовой броневой пояс толщиной — 100 мм (вместо 70 мм); траверзы: носовой — 120 мм и кормовой — 100 мм (вместо 70 мм); барбеты главной артиллерии — 130 мм (вместо 70 мм). Кроме того, ходовая рубка защищена противопульной бронёй, толщиной — 10-мм. Вес брони — 22 % от стандартного водоизмещения — около 2910 т, что в 1,85
раз больше, чем на американском «Кливленде».
Конструктивной подводной защиты не предусматривалось (за исключением двойного дна), поперечные переборки делили корпус на 23 главных водонепроницаемых отсека.

### Вооружение
Утверждённый состав вооружения: четыре артиллерийские установки главного калибра, типа МК-5, четыре установки вспомогательного калибра, типа Б-54, шесть спаренных зенитных установок типа 66-К, и четыре спаренные 12,7-мм пулеметные установки. Торпедное вооружение: два трёхтрубных 533-мм ТА; авиационное вооружение: одна катапульта и два гидросамолёта КОР-2 (разведчик-корректировщик).
В боезапас 152-мм орудий входили снаряды бронебойные, полубронебойные, осколочно-фугасные (все весом 55 кг) с содержанием ВВ (A-IX-2, тротил) от 2 % (бронебойные) до (тротил, аммотол) 11,4 % (осколочно-фугасные), максимальная дальность стрельбы — 30 215 м, осветительные парашютные (48,5 кг) и дистанционные гранаты (54,23 кг).
Согласно десятилетнему плану строительства кораблей для РКВМФ (в соответствии с программой развития морского и океанского флотов), до конца 1947 года планировалось заложить двадцать шесть КРЛ пр.68, в том числе 17 единиц по пятилетнему плану военного судостроения на период 1938—1942 годов. Фактически была произведена закладка только семи крейсеров на стапелях заводов в Ленинграде и Николаеве. Кроме этого, пять крейсеров планировалось заложить на советских верфях в августе-декабре 1941 года (четырём из них уже были присвоены названия) и столько же в 1942 году, но с началом Великой Отечественной войны новых закладок было решено не производить.
Что же касается 100-мм зенитных орудий, то их данные соответствовали или превосходили американские и английские предвоенные артсистемы. 37-мм зенитка была аналогична «бофорсу» по ТТХ.
Этапы строительства кораблей проекта 68
| № п\п | Наименование корабля | ССЗ №                       | Стапельный № | Заложен              | Спущен на воду | Техническая готовность на 22 июня 1941 года | Плановый год сдачи | Дата подписания приёмного акта. | Флот    | Дальнейшая судьба                  |
| ----- | -------------------- | --------------------------- | ------------ | -------------------- | -------------- | ------------------------------------------- | ------------------ | ------------------------------- | ------- | ---------------------------------- |
| 1     | «Чапаев»             | № 189, Ленинград            | С-305        | 8.10.1939            | 28.04.1941     | 38,4 %                                      | 1942               | 16 мая 1950                     | КСФ     | 29 октября 1963 года расформирован |
| 2     | «Чкалов»             | № 189, Ленинград            | С-306        | 31.08.1939           | 25.10.1947     | 23 %                                        | 1942               | 5 ноября 1950                   | БФ      | 31 декабря 1979 года расформирован |
| 3     | «Железняков»         | № 194, Ленинград            | С-545        | 31.10. 1939          | 25.06.1941     | 30,8 %                                      | 1942               | 19 апреля 1950                  | КСФ, БФ | 15 марта 1976 года расформирован   |
| 4     | «Фрунзе»             | № 198, Николаев             | С-356        | 29.08.1939           | 30.12.1940     | 38 %                                        | 1942               | 19 декабря 1950                 | ЧФ      | 14 марта 1960 года расформирован   |
| 5     | «Куйбышев»           | № 200, Николаев             | С-1088       | 31.08.1939           | 31.01.1940     | 29 %                                        | 1942               | 20 апреля 1950                  | ЧФ      | 20 декабря 1965 года расформирован |
| 6     | «Орджоникидзе»       | № 198, Николаев             | С-364        | 31.12.1940           | —              | 8 %                                         | 1943               | —                               |         |                                    |
| 7     | «Свердлов»           | № 200, Николаев             | С-1090       | 31.12.1940           | —              | 7,5 %                                       | 1943               | —                               |         |                                    |
| 8     | «Аврора»             | № 194, Ленинград            | С-555        | сентябрь 1941 (план) | —              | —                                           | 1944               | —                               |         |                                    |
| 9     | «Ленин»              | № 189, Ленинград            | С-309        | август 1941 (план)   | —              | —                                           | 1944               | —                               |         |                                    |
| 10    | «Дзержинский»        | № 189, Ленинград            | С-310        | ноябрь 1941 (план)   | —              | —                                           | 1944               | —                               |         |                                    |
| 11    | «Лазо»               | № 199, Комсомольск-на-Амуре | Н/д          | сентябрь 1941 (план) | —              | —                                           | 1943               | —                               |         |                                    |
| 12    | «Щорс»               | № 199, Комсомольск-на-Амуре | Н/д          | 1941 (план)          | —              | —                                           | —                  | —                               |         |                                    |
| 13    | «Котовский»          | № 200, Николаев             | Н/д          | 1942 (план)          | —              | —                                           | —                  | —                               |         |                                    |
| 14    | «Пархоменко»         | № 198, Николаев             | Н/д          | 1942 (план)          | —              | —                                           | —                  | —                               |         |                                    |
| 15    | «Камо»               | Н/д                         | Н/д          | 1942 (план)          | —              | —                                           | —                  | —                               |         |                                    |
| 16    | «?»                  | Н/д                         | Н/д          | 1942 (план)          | —              | —                                           | —                  | —                               |         |                                    |
| 17    | «?»                  | Н/д                         | Н/д          | 1942 (план)          | —              | —                                           | —                  | —                               |         |                                    |

## Основные тактико-технические элементы
Размеры
- Длина наиб. — 199 метр.
- Ширина наиб. — 18,7 метра.
- Осадка габ. — 6,9 метра.
- Водоизмещение:
  - стандартное — 11130 тонн;
  - полное — 14100 тонн.
- Запас хода — 6300 миль.

Скорость хода
- Полная — 33,5 узел (более 56 км/ч).
- Оперативно-экономическая — 17,3 узла (более 31 км/ч)

Экипаж
- офицеры / мичмана/ старшины / матросы 60/75/154/768 — 1057…1184 человек.

Вооружение
- Артиллерийское: 12 (4×3) × 152-мм (орудия Б-38 в башенных установках МК-5); 8 (4×2) × 100-мм (Б-54).
- Зенитное артиллерийское: 28 × 37 мм (66-К).
- Торпедное — 2 × 5 — 533-мм (ПТА-53-68).
- Мины — 68 (может нести мины на верхней палубе).

Энергетическая установка
Котлотурбинная энергетическая установка, в состав которой входит:
- шесть главных паровых котлов КВ-68;
- два главных турбозубчатых агрегата (ГТЗА) типа ТВ-7;
- четыре турбогенератора по 300 кВт, два дизель-генератора по 250 кВт.

Общая мощность, л. с. (кВт) — 124 600 (91 580).
Радиотехническое вооружение
- РЛС общего обнаружения — «Гюйс»
- РЛС обнаружения НЦ — 2 × «Риф»
- ГАС — «Тамир-5Н»
- РЛС управления огнём:
  - 2 × «Залп» для АУ ГК
  - 2 × «Якорь» (в составе СПН-500) для универсальных АУ
- командно-дальномерные посты:
  - 2 × КДП2-8-III для артиллерии ГК
  - 2 × СПН-500 для универсальных АУ
- РЛС госопознавания — «Факел-МО / МЗ»

Кроме того, проект содержит ряд качеств, не измеряемых обычными показателями, как количество и калибр орудий, толщины бронирования, скорости хода и др. (требования к погребам, углам обстрела артиллерии, химзащите, связи, насыщенности электрооборудованием и т. д.). Это позволяет сделать вывод, что КРЛ пр. 68 будет, безусловно, сильнее всех КРЛ иностранных флотов, вооруженных 152-мм артиллерией, и сможет успешно вести бой также и с легкобронированными тяжелыми крейсерами «вашингтонского» типа.— Управление кораблестроения ВМФ